# Basilio Basili
Basilio Basili (Macerata, 21 marzo 1804 – New York, 1895) è stato un compositore e tenore italiano.

## Biografia
Basilio Basili nacque a Macerata da Francesco Basily (o Basilj o ancora Basili) (1767 -1850) e da Maria Filippucci. In quegli anni il padre aveva l'incarico di Direttore della locale Cappella Musicale. Basilio studiò musica e canto fin dalla più tenera età sotto la guida del padre. Fu per alcuni anni cantore presso la Cappella musicale del Santuario di Loreto, dove il padre aveva preso l'incarico di Maestro di Cappella. La sua carriera artistica iniziò a Ferrara (1826) e a Pesaro, dove si esibì come tenore. Viaggiò poi per diversi paesi cantando anche in Brasile. Nel 1827 si trasferisce a Madrid dove debutta il 14 settembre nel Teatro de La Cruz cantando nell'Otello di Rossini. Non ottenendo il successo sperato come cantante, nel 1837 si trasferì stabilmente a Madrid, dove svolse le attività di professore di canto, di direttore d'orchestra di impresario e di occasionale compositore. Sposò Teodora Hervella Cano, attrice e cantante lirica, meglio conosciuta con il nome d'arte di Teodora Lamadrid (Zaragoza, 26 novembre 1820 – Madrid, 21 aprile 1896), dalla quale ebbe la figlia Enriqueta, cantante anche lei. Nel 1839 la sua prima opera spagnola debuttò al Teatro de La Cruz di Madrid. Altre opere seguiranno fino al 1846. Nel 1844 fu nominato Direttore e Maestro del coro dell'Opera Italiana di Madrid. In questa veste, sempre nel 1844, al teatro Ventadour di Parigi, presentò e diresse, con una compagnia spagnola, una serie di opere, fra cui una propria.  Nella sua produzione figurano musiche per orchestra, opere, sia in lingua italiana che castigliana, musiche folcloristiche spagnole e Zarzuela. La sua opera più fortunata può dirsi “El diablo predicador”, del 1846, su testo di Ventura de la Vega. Nel clima musicale locale, monopolizzato dalla cultura operistica italiana, Basilio Basili si preoccupò di rivitalizzare la tradizione del teatro musicale spagnolo. Nel 1847, insieme a Hilarión Eslava e ad altri musicisti, fondò “Espańa Musical”, un gruppo impegnato a promuovere la causa della musica nazionale. Nel 1849 terminò la sua attività compositiva spagnola. Nel 1877 si trasferì in Argentina, su invito della “Comision de la Escuela de Musica” della Provincia di Buenos Aires. In questa scuola svolse l'attività di professore di canto. Al tempo stesso impartiva lezioni di pianoforte. Pubblicò a Buenos Aires varie sue composizioni; tra queste La Aguadora, canzone caratteristica madrilena, e la romanza Fe y Esperanza. Nel 1885 compì un lungo viaggio negli Stati Uniti. Morì a New York nel 1895.

## Attività musicale
Basilio Basili è considerato un fervente difensore dell'opera spagnola. Nel suo soggiorno madrileno egli si adattò tanto bene allo stile musicale spagnolo da essere annoverato tra i più validi compositori del genere Zarzuela. 
Andrea Merli, nel saggio “AH, QUE J'AIME LES MILITAIRES”, allegato al libretto per l'opera “La Grande-Duchesse de Gérolstein” di Jacques Offenbach per la XXIII stagione lirica di Padova, così scrive di lui: “Pochi sanno che la zarzuela moderna cioè quella ottocentesca popolare in Spagna ed in tutti i paesi di parlata castigliana (U.S.A. compresi), deve le sue fortune anche ad un italiano, Basilio Basili, tenore scarso di voce ma non di iniziativa….maestro di musica e canto, non a Siviglia ma nella Madrid del 1830. Alla sua prima zarzuela - molto onestamente la dichiarò quasi tutta musica sua - El novio y concierto, seguì El contrabandista, uno spartito …..pieno di «musica andalusa»: lo scaltro italiano colse nel segno attingendo al folklore iberico, quando tutti i compositori locali s'ostinavano a musicare libretti italiani, anche di Romani e di Solera, in virtù dei quali s'illudevano di poter accedere all'Olimpo operistico ed offrendo così il fianco alle prime parodie “zarzuelistiche”.

## Lavori teatrali
- El novio y el concierto , comedia zarzuela (Madrid, 12 marzo 1839) su libretto di M. Bretón de los Herreros.
- Il carrozzino da vendere  opera buffa in 1 atto (Madrid, 5 ottobre 1839), librettista sconosciuto.
- El recluta , comedia zarzuela (Madrid, 1839).
- El ventorrillo de Crespo , comedia zarzuela (Madrid, giugno 1841) su libretto di T. Rodríguez y Diaz Rubí.
- El contrabandista , opéra andaluza, opéra comique, in 3 atti (Madrid, 20 giugno 1841) su libretto di T. Rodríguez y Diaz Rubí; Parigi, capodanno 1844, con il titolo I contrabbandieri al Porto di Santa Maria.
- Los solitarios, comedia zarzuela in 2 atti (Madrid, 9 gennaio 1843) su libretto di M. Bretón de los Herreros.
- La pendencia, scena comico-lirica in 2 atti (Madrid, 7 novembre 1843) su libretto di M. Bretón de los Herreros.
- El diablo predicador, opera semiseria in 2 atti (Madrid, 4 marzo 1846) su libretto di Ventura de la Vega.

## Altri lavori
- Musica Sacra: “Ave Maria” e “Offertorio”.
- Musica Vocale: “Fe y Esperanza”.
- “Esercizi per voce di Basso con accompagnamento di pianoforte” (Pubblicato a Milano).